# Stazione di Uras-Mogoro
Stazione di Uras-Mogoro vasútállomás Olaszországban, Szardínia régióban, Uras településen.

## Vasútvonalak
Az állomást az alábbi vasútvonalak érintik:
- Cagliari–Golfo Aranci Marittima-vasútvonal

## Kapcsolódó állomások
A vasútállomáshoz az alábbi állomások vannak a legközelebb: 
- Stazione di Marrubiu-Terralba-Arborea
- Stazione di Pabillonis